# Tweedaagse Zeeslag (op de Noordzee)
De Tweedaagse Zeeslag was een gevecht op 4 en 5 augustus 1666 tussen de oorlogsvloten van de Republiek der Zeven Verenigde Nederlanden en Engeland tijdens de Tweede Engels-Nederlandse Oorlog. De slag was voor de Republiek een tactische nederlaag maar een strategische overwinning. In het Engels wordt de slag aangeduid als St. James's Day Fight omdat het volgens de juliaanse kalender de naamdag was van Sint Jacobus. De slag wordt echter ook wel die bij North Foreland genoemd, maar dit kan leiden tot verwarring met een gelijknamige zeeslag uit de Eerste Engels-Nederlandse Oorlog (die beter bekendstaat als de Zeeslag bij Nieuwpoort). Om de verwarring compleet te maken bestaat er nog een vierde aanduiding: de slag bij Orfordness.

## Achtergronden
In de Vierdaagse Zeeslag van 11 tot 14 juni waren de Engelsen niet in hun opzet geslaagd de Nederlandse vloot te vernietigen voordat hij zich kon samenvoegen met de Franse. Na op drie dagen te zijn teruggeworpen, mocht de zwaar aangeslagen Britse vloot van geluk spreken dat hij de thuishavens veilig had kunnen bereiken. Beide vloten waren zwaar beschadigd maar de Republiek kon met haar veel grotere scheepsbouwcapaciteit die schade sneller herstellen. Na drie weken voer haar vloot weer de Noordzee op onder commando van Michiel de Ruyter. Het doel was alsnog samen op te zeilen met de Fransen om de Engelsen te verlokken voortijdig het sop te kiezen. Zouden die daar wijselijk van afzien – en de Nederlanders verwachtten eigenlijk niet anders – moest een landing worden uitgevoerd met het een jaar tevoren opgerichte Korps Mariniers om de vijandelijke vloot in de dokken van Chatham te vernietigen. Voor dat doel voeren op tien fluitschepen 2700 mariniers mee.
Van beide doelstellingen zou niets terechtkomen. Lodewijk XIV deed over zijn vloot altijd toezeggingen die hij niet van plan was na te komen: zijn admiraals voeren steeds uit met de strikte opdracht geen enkel gevecht aan te gaan dat het risico van een nederlaag in zich droeg. De Nederlanders wachtten vergeefs op duc de Beaufort. De landing ging niet door omdat het weer te slecht was; daarbij heerste er bij De Ruyter grote twijfel over de uitvoerbaarheid van zo'n operatie die vanwege de vele onbekende ondiepten zeer riskant was.

## De Slag: de Eerste Dag

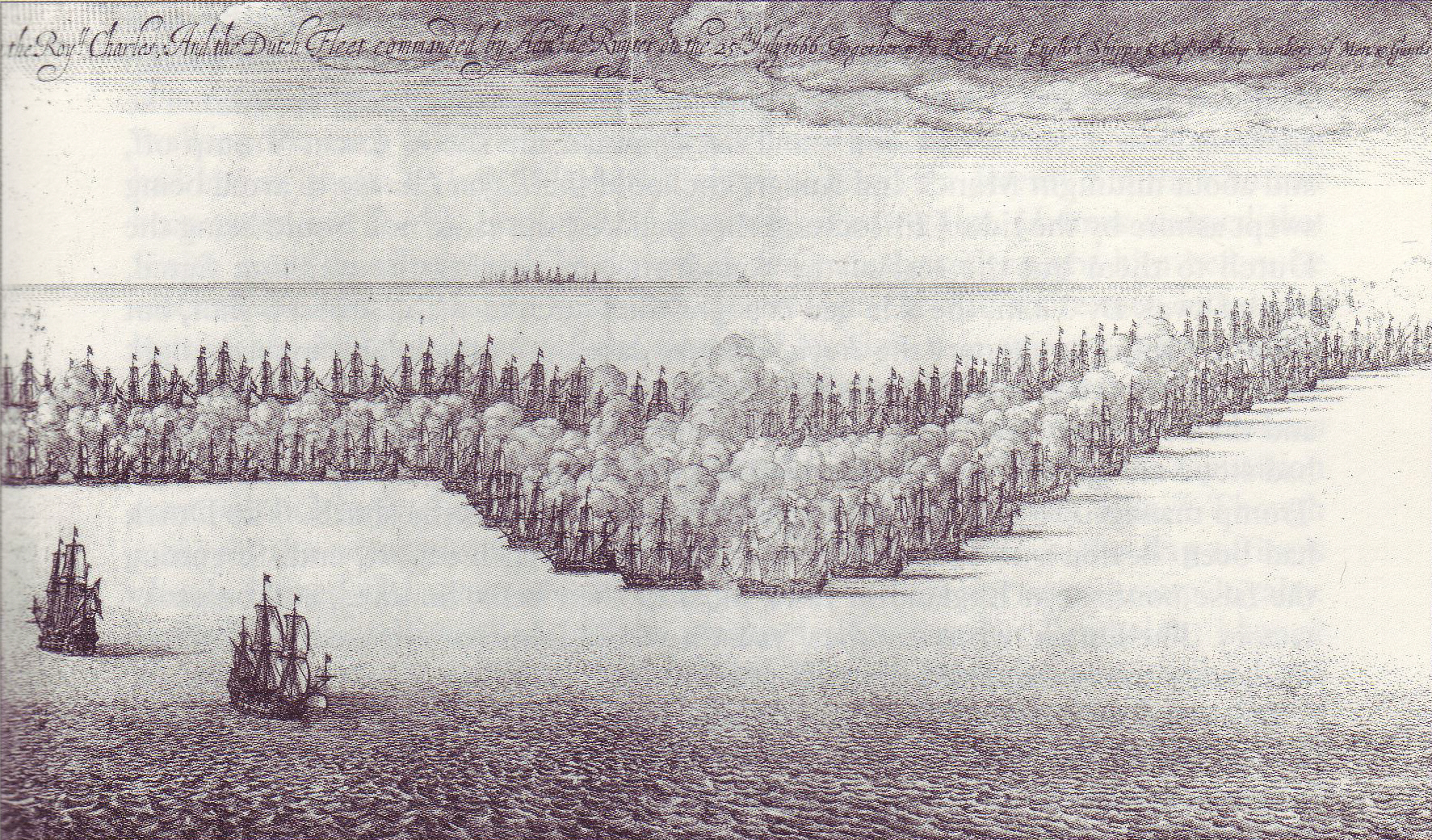
Openingsfase van de zeeslag

Op 1 augustus zag De Ruyter tot zijn onaangename verrassing dat de Britse vloot toch was uitgevaren. Daarna door een storm van de monding van de Theems weggedreven, stak hij met 88 schepen over van de Vlaamse kust om de Britten alsnog te onderscheppen. Op 4 augustus om half tien in de morgen stuitte de vloot van de Republiek bij North Foreland, de noordelijke kaap van Kent, op de vijandelijke 89 schepen en achtervolgde die in noordelijke richting. De wind stond noordwestelijk en De Ruyter die de Engelsen van rechts inhaalde had dus de lij: de wind duwde zijn schepen omhoog aan de kant van de vijand zodat de nu meer omhoogstekende kanonnen een groter bereik hadden – de gewenste positie om de slag in kiellinie aan te gaan.
Plotseling draaide de wind naar noordoost: nu hadden de Britten dus de lij. De Ruyter, te ver achter om meteen de loef te winnen, liet zijn schepen naar rechts zwenken om tegen de wind in snelheid te verliezen. Was men zo wat afgezakt dan kon de achtervolging hervat worden door de vijand van links in te halen. Mocht die vanuit de loef naar het westen pogen in te breken dan zou men wenden om hem in de rug te komen: een van De Ruyters favoriete manoeuvres. Prins Rupert, de admiraal van de Engelsen, begreep deze opzet echter en liet zijn vloot ook naar rechts zwenken, zodat De Ruyter niet naar het westen kon. Deze wendde zijn vloot nu nog sterker naar rechts om in de lij een kiellinie te kunnen handhaven, zodat beide vloten in oostelijke richting zouden opvaren.
Zonder het te weten voer De Ruyter zo recht een kern van hoge druk in waar het vrijwel windstil was. Uren gingen voorbij terwijl het maar niet lukte de vijand te naderen. Laverend verloren de dobberende Nederlanders hun linieformatie. Rupert begreep welk een kans hem dit bood. Vanuit de loefpositie voer hij voor de wind naar de Nederlanders toe. Traditioneel werd zo'n situatie gebruikt voor een directe aanval, maar Rupert poogde met kennelijk succes toch in linie te blijven. De Nederlandse voorhoede werd door de Engelse onder Thomas Allin uiteengeslagen. Luitenant-admiraal Tjerk Hiddes de Vries, viceadmiraal Rudolf Coenders en schout-bij-nacht Govert 't Hoen raakten dodelijk gewond. De voorhoede week nu met de wind mee naar het zuiden ondanks signaalschoten die De Ruyter liet afvuren om in formatie te blijven; zijn centrum raakte enkele uren later in direct duel met de zware Engelse linieschepen. George Monck die naast Rupert medebevelhebber was – na Moncks nederlaag zeven weken eerder werd het niet meer raadzaam geacht deze generaal in zijn eentje een vloot te laten leiden – pochte dat De Ruyter na twee salvo's gegeven te hebben wel "de benen zou nemen". De Zeven Provinciën wist echter met verlies van een mast een dubbele aanval van de HMS Royal Charles en de Sovereign of the Seas af te slaan. Rupert moest zijn vlag naar de Royal James overbrengen.
Cornelis Tromp, de bevelhebber van de Nederlandse achterhoede, had uit de verte dit gestuntel met groeiende ergernis aangezien. Hij besloot het goede voorbeeld te geven, zwenkte voor de wind naar het westen, won dus de loef af, kruiste de linie van de Engelse achterhoede onder Jeremy Smith (met als tweede in bevel zijn eeuwige tegenstander Edward Spragge) voorlangs zodat hij die de volle laag kon geven en joeg dit derde deel van de Britse vloot (35 schepen) de rest van de dag naar het westen, de ondiepten op. De Resolution werd door een brander vernietigd. Het vlaggenschip van Smith, de Loyal London, moest naar huis gesleept worden, nadat Tromp tot driemaal toe de volledige bemanning uit het want geschoten had.

## De Tweede Dag
De volgende morgen pas keerde Tromp weer om en voer, heel voorzichtig achtervolgd door die schepen van de Engelse achterhoede die nog gevechtsklaar waren, richting Vlaamse kust om te zien hoe de hoofdmacht van zijn vloot het eraf gebracht had. In de nacht had een galjoot hem het bericht gebracht dat ook De Ruyter op gelijksoortige wijze de rest van de Engelse vloot uit elkaar had geslagen. Het kwam dan ook als een grote schok toen hij het geheel doorschoten schip van de stervende Tjerk Hiddes tegenkwam. Aan de horizon waren verder slechts Engelse vlaggen te bekennen. Verontrust glipte hij langs de verschillende Engelse smaldelen en bracht op de 6e augustus zijn eskader in veiligheid in de haven van Vlissingen, waar hij tot grote wederzijdse opluchting de rest van de vloot aantrof, die al bang was geweest dat hij verloren was gegaan. Tromp ontdekte dat de schade aan de vloot enorm was en – niet geheel onverwacht, want hij durfde de eerste zes uur De Ruyter niet op te zoeken – dat hij daar de schuld van kreeg.
De avond van de 4e had De Ruyter zijn centrum laten wijken om het met de rechtervleugel weer in verband te brengen, ondertussen voortdurende Engelse aanvallen afslaand. Toen het na een korte zomernacht weer licht werd, leek de positie van de vloot hopeloos. Er blies nog steeds een oostenwind. Een twintigtal schepen had al de wijk genomen – tegenwoordig wordt dit aantal door sommige bronnen abusievelijk tot de verliezen gerekend. De nog resterende veertig Nederlandse schepen waren opeengedrongen in een onordelijke massa, waarvan het merendeel geen vuur kon uitbrengen op de vijand, die in een halve cirkel aan de westkant vrij spel had met de hulpeloze Nederlanders: ze konden geen kant op behalve die welke de vernietiging zou brengen.
De Ruyter was de wanhoop nabij. Volgens de geromantiseerde versie uit de 19e eeuw begroette hij zijn plaatsvervanger, luitenant-admiraal Aert Jansse van Nes, met: "Met zeven of acht tegen de massa! Wat komt ons over? Ik wou dat ik dood was!" Van Nes antwoordde: "Ik wou het insgelijks; maar men sterft juist niet wanneer men 't wenst". De beide mannen verlieten de kajuit waarin ze beraadden die daarop prompt een voltreffer van een kanonskogel kreeg. Bekijken wij het oorspronkelijke verslag van Van Nes waarop deze verhalen zich baseren dan klinkt het minder dramatisch:
Den 5den met den dach vochten wij weer seer hart, al retyreerende. De Admyrael De Ruyter riep mijn aen sijn boort; ick kwam bij hem en hij vraechde mijn, hoe ick waer. Wij gingen in de hut, en de vyant schoot al even hart op ons, maer dorste niet op sij te koomen. Soo seyde hij: "Wij sijn maer met ons 7 a 8 scheepen bij een" — want onsen scheepen waren wel 1½ mijl waters voor ons, en konden tot geen staen gebracht werden, wat moeyten wij deên — "Wat sullen wij doen?" Ick sey: "Al loopende, soo moste ons devendeeren", twelck hij meede goet vont, want wij hadden geen macht bij ons soo een vloot te resysteeren. Hij seyde: "Wat schande kompt ons over; ick wilde dat ick doot was". "Ick meede", seyde ick, "maer men sterft niet juist als men daer om wenst"; en wij gingen uit de hut. Buiten sijnde, soo nam ick afscheyt. Mits quam een koogel daer wij hadden geseeten in de hut, en had onse plaetsen wech genomen.
Wat later riep De Ruyter, vergeefs op dek de dood zoekend, vertwijfeld uit: "O, God, hoe ben ik zo ongelukkig! Is er onder zoveel duizenden kogelen niet één kogel die mij wegneemt?" Zijn schoonzoon, kapitein van de mariniers Johann de Witte die getrouwd was met zijn dochter Cornelia, hoorde hem en stelde voor: "Vader, hoe spreekt gij zo vertwijfeld: en wilt gij enkel sterven, laat ons dan wenden en in 't midden van de vijanden inlopen en ons dood vechten!" Maar zó wanhopig was de admiraal nu ook weer niet: "Gij weet niet wat gij zegt: als ik dat deed dan was 't al verloren; maar als ik mij zelven en deze schepen kan behouden en afbrengen [thuisbrengen], dan kan men 't werk daarna hervatten".
Voor de Engelsen was het ondertussen nog niet zo eenvoudig deze op het oog zo gunstige situatie uit te buiten. Weliswaar konden ze, nu ze de lij hadden, buiten bereik van de Nederlanders hun vijand straffeloos beschieten, maar de vuurkracht van de toenmalige schepen schoot tekort om de houten vaartuigen snel tot zinken te brengen, tenzij door een toevalstreffer in de kruitkamer - en dezelfde oostenwind die de Nederlanders belette weg te varen, verhinderde het branders om met succes hun schepen aan te steken. Wel roeide, tot grote hilariteit van de Britten, de sloep Fan Fan naar de Zeven Provinciën om die met haar twee kanonnetjes te bestoken, te laag varend voor de kanonnen van het linieschip.
Dezelfde wispelturigheid van het weer die hem in het ongeluk gestort had, zou De Ruyter nu de redding brengen: de wind draaide naar west, men formeerde een kiellinie en brak uit over de Vlaamse ondiepten naar Zeeland, waarbij Adriaen Banckert met achttien schepen de aftocht dekte van die schepen die zich 's nachts van de vloot verwijderd hadden.
Hoewel het hele gebeuren als uiterst gênant werd ervaren, bleken de gevolgen mee te vallen. Weliswaar moest men misschien wel 4300 doden en gewonden betreuren (de bronnen spreken elkaar tegen) waaronder als derde admiraal Jan Evertsen aan boord van de Walcheren die op de avond van de vierde fataal een been afgeschoten werd, maar er waren slechts twee schepen verloren gegaan – de Sneek en de Tholen hadden zich op de tweede dag overgegeven – en ook de Engelsen hadden zoals gezegd een schip verloren. Ook deze schade kon de Republiek herstellen, maar Karel II had niet eens genoeg geld voor een overwinning. Op 19 en 20 augustus wist hij bij Holmes's Bonfire de Republiek nog zwaardere schade toe te brengen (Robert Holmes voer, geholpen door de verrader Laurens van Heemskerck, de Waddenzee op en stak daar 150-170 schepen én het dorp West-Terschelling in brand). Na een laatste halfhartig treffen tussen de twee vloten op 7 september legde hij zijn zware schepen op te Chatham, waar de Republiek er tijdens de gelijknamige tocht er drie zou verbranden en één buitmaken. Een waardige wraak voor de toegebrachte slag op 't Vlie.
Omdat De Ruyter Tromp het verwijt bleef maken dat hij hem tijdens de slag in de steek gelaten had, kwam het tot een verwijdering tussen de twee mannen. De Ruyter werd daarbij voor enige tijd ernstig ziek doordat hij bij de laatste actie brandend lontpluis ingeademd had wat wellicht een fistel in zijn luchtpijp veroorzaakte. Het hele land raakte nu verdeeld, waarbij de Orangisten partij voor Tromp kozen. Al in augustus had een woedende volksmenigte bijna De Ruyters huis geplunderd. Het is dit incident waarnaar Eduard Douwes Dekker verwees in zijn spotdicht over de De Ruyterverering:
Hy heeft veel christenslaven
Met vryheid overstrooid
Toen hebben Neêrlands braven
Zyn glazen ingegooid
Tromp probeerde zich ook te verdedigen door een verslag van de heer Sommelsdijk uit te geven via zijn zwager Johan Kievit. Sommelsdijk was een edelman die hem op de vloot vergezeld had en met eigen ogen had gezien dat Tromp niet opzettelijk de rest van de vloot in de steek gelaten had. Dit viel echter niet goed bij de Staten omdat Kievit betrokken was bij de affaire Buat en geprobeerd had op eigen houtje vrede met de Engelsen te sluiten om zo de oranjepartij aan de macht te brengen. Kievit moest naar Engeland vluchten en werd bij verstek ter dood veroordeeld. Tromps familie werd beboet voor het pamflet en hijzelf op non-actief gesteld. In november 1669 probeerde een aankloppende Tromp-aanhanger nog wraak te nemen door De Ruyter in de hal van zijn huis met een broodmes neer te steken.
Pas tijdens de Derde Engels-Nederlandse Oorlog zouden beide admiraals zich weer verzoenen, toen Tromp de favoriet was van Willem III van Oranje-Nassau.